# جوزيف سميث (عميد)
جوزيف سميث (بالإنجليزية: Joseph Smith)‏ هو عميد أمريكي، ولد في 15 يوليو 1796، وتوفي في 1868 في غرينسبورج في الولايات المتحدة.